# Ernst Theodor von Brücke

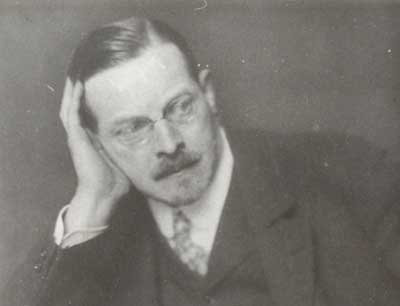
Ernst Theodor von Brücke, 1926

Ernst Theodor von Brücke (* 8. Oktober 1880 in Wien; † 12. Juni 1941 in Boston, Massachusetts) war ein österreichischer Arzt und Physiologe.

## Leben
Ernst Theodor von Brücke war der Sohn des Hofrates am Wiener Oberlandesgericht Theodor von Brücke (1853–1918) und der Emilie (Milly), geborene Wittgenstein (1853–1939), und Enkel des Physiologen Ernst Wilhelm von Brücke.
Brücke studierte Medizin an den Universitäten Wien und Leipzig. An der Universität Wien wurde er 1905 promoviert. Seine Habilitation erfolgte 1908 am Physiologischen Institut der Universität Leipzig bei Ewald Hering, wo er ab 1905 als Assistent tätig war. Hier wirkte er ab 1908 als Privatdozent für Physiologie und wurde 1913 zum ao. Professor ernannt. 1916 wurde er als Nachfolger von Wilhelm Trendelenburg ordentlicher Professor und Vorstand des Physiologischen Institutes der Universität Innsbruck. Im Studienjahr 1926/27 war er Rektor der Universität. Aus Verbundenheit zu Innsbruck lehnte er 1924 eine Berufung nach Basel ab. Er war ab 1922 korrespondierendes Mitglied der Österreichischen Akademie der Wissenschaften Wien und ab 1925 Mitglied der Sektion Physiologie der Deutschen Akademie der Naturforscher Leopoldina.
Nach dem Anschluss Österreichs wurde er wegen seiner jüdischen Herkunft am 14. April 1938 von der Universität Innsbruck auf Druck der nationalsozialistischen Studentenschaft entlassen. Brücke emigrierte 1939 in die USA, wo er am Institut von Alexander Forbes (1882–1965) an der Harvard-Universität in Cambridge, Massachusetts als Gastprofessor Aufnahme fand. Ernst Theodor von Brücke verstarb bereits 1941 in Boston.

## Forschungsschwerpunkte
„Seine Hauptarbeitsgebiete waren die Nerven- und die Muskelphysiologie; er entwickelte das Verfahren der gleichzeitigen, ‚schwebenden Reizung’ von reflexerregenden und reflexhemmenden Nerven mit verschiedenen Frequenzen. Weitere Untersuchungen betrafen die Funktion vegetativer Organe, Fragen der vergleichenden Physiologie und der physiologischen Optik, über die B. mit seinen Schülern in mehr als 140 Einzelarbeiten berichtet hat.“

## Familie
Ernst Theodor von Brücke heiratete 1905 Pauline geb. Roelfs. Das Paar hatte zwei Söhne und zwei Töchter. Der Sohn Franz Theodor von Brücke (1908–1970) wurde ein bekannter Arzt und Pharmakologe. Unter den norddeutschen Vorfahren finden sich Goldschmiede, Maler und Kupferstecher. Der erste bedeutende Naturwissenschaftler in der Familie war Ernst Wilhelm von Brücke, der Großvater Ernst Theodors. Er wurde 1849 auf den Lehrstuhl für Physiologie in Wien berufen und seiner Verdienste wegen 1873 nobilitiert. Ab 1930 war Brücke in zweiter Ehe verheiratet mit der Gynäkologin Dora Teleky.

## Schriften (Auswahl)
- Über die Beziehungen zwischen Aktionsstrom und Zuckungen des Muskels im Verlaufe der Ermüdung. Habilitationsschrift, 1908.
- Über die Grundlagen und Methoden der Grosshirnphysiologie und ihre Beziehungen zur Psychologie (nach einer am 18. Dezember 1913 an der Universität Leipzig gehaltenen Antrittsvorlesung), Fischer, Jena 1914.
- Der Säugetierorganismus und seine Leistungen (= Bücher der Naturwissenschaft.) Reclam, 1914.
Teil 1: Der Stoffwechsel und seine Hilfsvorrichtungen
Teil 2: Die Funktionen des Nerven- und Muskelsystems und die Wechselwirkung der Organe.
- Vom biologischen Sinne des Sportes (akademische Rede, gehalten bei der Übernahme des Rektorates an der Universität Innsbruck am 22. November 1926), Springer, Wien 1926.
- Ernst [Wilhelm von] Brücke. Biographie, Springer, Wien 1928.